# Izh 042
L'Izh 042 (en russe : ИЖ-042) était un prototype du constructeur automobile soviétique Izhmash produit en 2 exemplaires. L'Izh 042 possède des éléments de la Oda (Izh 2126) et du Izh 2717.
Le deuxième exemplaire construit est aujourd'hui exposé au musée d'automobile d'Izhevsk.